# Танака Асуна
Танака Асуна   (яп. 田中 明日菜, 23 квітня 1988) — японська футболістка, олімпійська медалістка.

## Виступи на Олімпіадах
| Олімпіада   | Дисципліна | Місце |
| ----------- | ---------- | ----- |
| Лондон 2012 | футбол     | 2     |